# Adorazione dei Magi (Salmeggia, Accademia Carrara)
L' Adorazione dei Magi è dipinto olio su tela realizzato da Enea Salmeggia detto il Talpino e conservato nella pinacoteca dell'Accademia Carrara. Il dipinto eseguito nel 1624 è da ritenersi nella parte ultima dell'opera dell'artista.

## Storia
La piccola tela fu acquistata da Giacomo Carrara il 17 febbraio 1759 da un venditore non identificato al prezzo di 37 lire, inserito nelle «Memorie di Giacomo Carrara» come: un quadro rappresentante un'adorazione de' Magi per traverso con tendina sopra del Talpino.
L'opera, probabilmente originariamente commissionata per una devozione privata, fu poi esposta nella galleria del Carrara dove fu vista dallo storico Bartolomeo Borsetti che lo definì un'opera bellissima, mentre il Tassi ne definì la datazione al 1624. Data e firma sono poi riemerse, anche se poco visibili, dopo i restauri del 1974: «AENEAS SALMEZIA/1624». Le numerose assonanze con opere cinquecentesche di pittori del rinascimento veneziano non hanno una particolare spiegazione se non la volontà stessa dell'artista ideoligica e culturale con il solo scopo devozionale, che doveva soddisfare una committenza di cui non si consoce il nome.

## Descrizione
il dipinto si divide in due sezioni, a sinistra vi sono raffigurati i magi che porgono i rispettivi doni. A destra la Madonna seduca che tiene sul grembo il Bambino e alle loro spalle è raffigurato il committente con a fianco un santo.
Il dipinto si presenta con un linguaggio passato, arcaico, la ripresa di opere cinquecentesche del rinascimento veneziano, con vicinanze a Francesco di Simone da Santacroce o al Luini presentando assonanze con il medesimo soggetto dell'artista conservato nel duomo di Como. Il dipinto quindi è una rivisitazione di molte opere che l'artista aveva studiato durante la sua vita, in particolare la Vergine ha una forte vicinanza con la Vergine dei dipinti del Previtali: Madonna col Bambino leggente tra i santi Domenico e Marta di Betania e la Madonna Casotti anche nel gioiello che lega ne lega il manto, come se fosse una rivisitazione a ritroso del manierismo.